# Cenografia

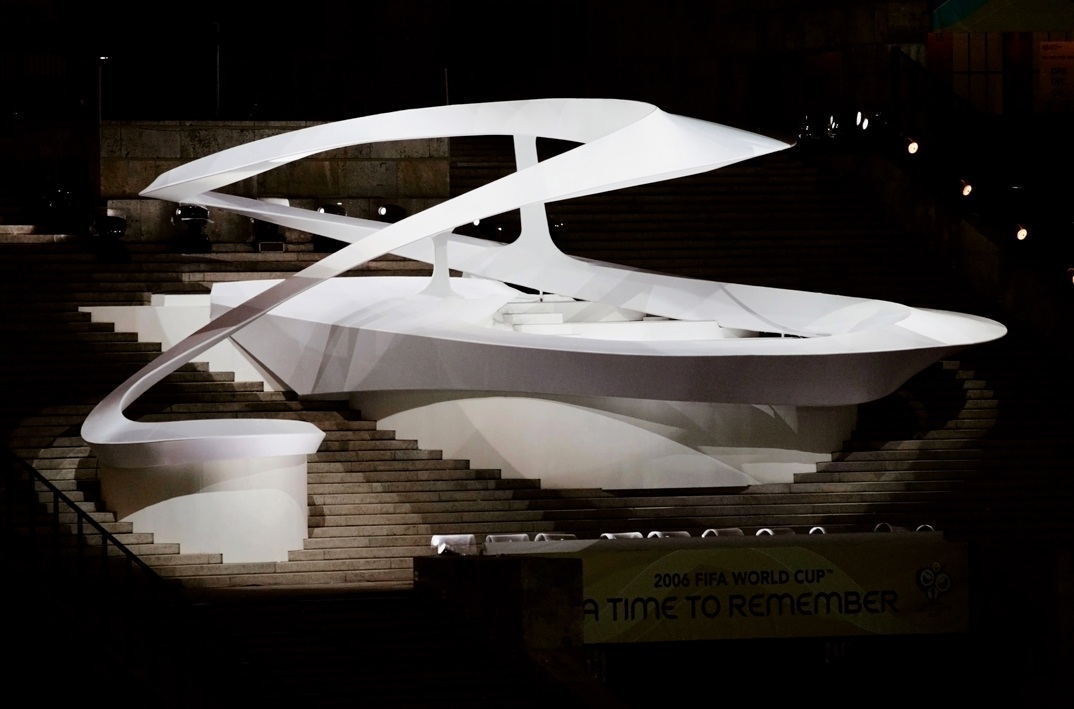
Cenografia e decoração da cerimônia de encerramento da Copa do Mundo FIFA 2006.

Cenografia relaciona o estudo e a prática na concepção de cenários. Atualmente o termo Cenografia, fruto da evolução do conceito, é um vasto campo de trabalho que aglutina a abordagem anglo-saxónica, caracterizada pelo Design de Cena, inclui todos os elementos que contribuem para estabelecer atmosfera e um sentido para a imagética do espectáculo, o cenário, a iluminação e o figurino para o teatro, a ópera e a dança. O Décor, para cinema e televisão, analógico ou digital, sendo mesmo chamado a colaborar na criação de cenários virtuais; incorpora também a concepção de espaços de exposição, assumindo muitas vezes a sua curadoria; e, numa acessão contemporânea da arte, encontra espaço de realização no âmbito da performance, do happening e dos eventos sociais, arriscando novas formas de pensar o espaço de intervenção artística.
Segundo Appia “não é mecanicamente que possuímos o Espaço de que somos o centro: é porque estamos vivos; o Espaço é a nossa vida; a nossa vida cria o Espaço; o nosso corpo, exprime-o. Para chegar a esta suprema convicção, tivemos de caminhar, gesticular, curvarmo-nos e erguermo-nos, deitarmo-nos e levantarmo-nos”.

## Conceitos de espaço
Podemos falar de uma forma simplista, em três os tipos de espaço identificáveis:
-O espaço Teatral
É o edifício em si (teatro, cineteatro, auditório) onde tem lugar o espectáculo, quando o espectáculo é apresentado em espaço alternativos também podemos chamar de espaço teatral (o monumento, a praça, a rua, etc…)
- O espaço cénico
Chama-se espaço cénico ao conjunto de espaços que compreende o jogo dos actores e a área reservada aos espectadores. O espaço cénico depende das características arquitectónicas do “espaço teatral” e das opções de encenação que definem o tipo de relação que se estabelece entre a cena e o público.
É ele que cria o contexto de comunicação entre os actores e os espectadores.
- O espaço dramático
Espaço criado pela confluência entre o jogo dos actores (presenças, movimentos, manipulações de objectos) e o conjunto de linguagens em presença sejam elas de ordem física (cenário e figurinos) ou não física (iluminação e sonorização).
Sendo de todos os tipos de espaço o mais ficcional é aquele que confere ao espectáculo um sentido. Aliando a representação com um conjunto de princípios icónicos permite que o espectador faça, para além de uma leitura da acção, uma interpretação do sentido e propósito presente nessa criação.

## Profissões
Cenografia: Cenógrafos, Artistas Gráficos, Aderecistas, Maquinistas, Construtores, Cenotécnicos, Contrarregras, Arquitetos, Design de interiores, Jardineiros, Carpinteiros, Pirotécnicos e seus assistentes.
Som: Operadores de som, Assistentes de som, Sonorizadores, Sonoplastas, Dubladores, Legendadores, Mixadores sonoros e seus assistentes.
Caracterização: Cabeleireiros, Manicures, Pedicures, Maquiadores, Maquiadores de efeitos especiais e seus assistentes.
Fotografia: Cinegrafistas, Iluminadores, Eletricistas, Maquinistas, Continuístas e seus assistentes.
Figurino: Figurinistas, Costureiras, Camareiras e seus assistentes.